# Irán en los Juegos Olímpicos de Pekín 2022
Irán estuvo representado en los Juegos Olímpicos de Pekín 2022 por tres deportistas, dos hombres y una mujer, que compitieron en dos deportes.
Los portadores de la bandera en la ceremonia de apertura fueron los esquiadores alpinos Hosein Saveh-Shemshaki y Atefeh Ahmadi. El equipo olímpico iraní no obtuvo ninguna medalla en estos Juegos.